# Sophienhamm
Sophienhamm település Németországban, Schleswig-Holstein tartományban. Lakosainak száma 293 fő (2023. december 31.).

## Népesség
A település népességének változása:
| Lakosok száma | 289  | 304  | 300  | 300  | 300  | 293  |
|               | 1975 | 2017 | 2019 | 2021 | 2022 | 2023 |